# 無套性交
無套性交，简称无套（英語：Bareback，BB），意思為不戴保險套而進行的進入性性行為，泛指任何不安全的性行為。在愛滋病於1980年代被發現以前，一些男男性接触者在肛交時並沒有口頭上制定佩戴與不佩戴的詞語。無套性交可能導致女方容易懷孕及傳染性病等風險。佩戴避孕套後進行性行為可以把懷孕及傳染性病等風險減低，不過並不是絕對安全的。

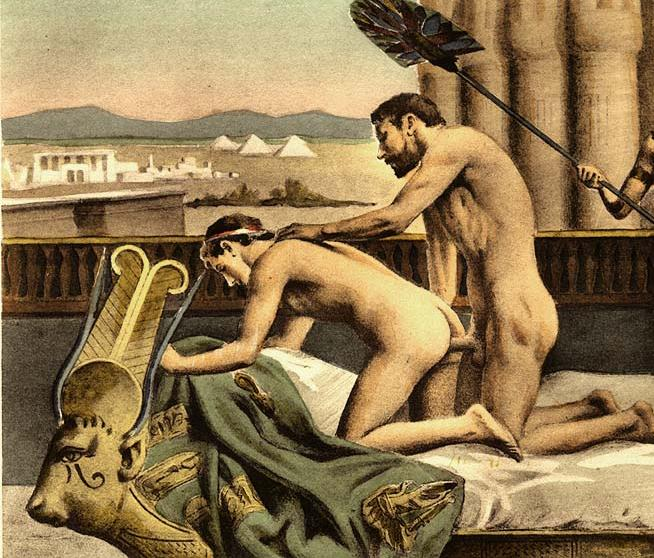
哈德良和安提诺乌斯进行无套性交（愛德華-亨利·阿夫里爾作品）

## 夫婦
- 羅馬天主教會禁止教徒夫婦之間使用避孕套。
- 在實務上，保險套的意外懷孕機率是高於女用避孕藥的。高度可信任的性伴侶之間的性行為，性病預防不是問題，而重點是非預期懷孕，如果女方對避孕藥適應良好，避孕藥會是比較好的選擇。

## 性傳播疾病
無套性交涉及缺乏保護、不安全的性行為，增加了感染性傳播疾病風險，包括愛滋病毒的感染。

### 非職業暴露
例如，有一些統計高達將近90％愛滋感染通報案例都是透過不安全性行為途徑，也有相當明顯多的比例是年輕族群。疾病防治部門呼籲：
- 不參加“轟趴”、性派對，或有多重性伴侶等危險性行為，以免暴露於性傳染病或艾滋風險中。
- 更不要與性生活史不明的對象發生性行為、尤其是無套性行為，
- 應拒絕使用成癮性藥物，以免在意識模糊的情形下發生不安全性行為，增加愛滋感染的風險。
- 強調發生性行為時，一定要全程正確使用保險套（避免無套性交），並搭配水性潤滑液。
- 若發生不安全性行為，可於暴露後72小時內，至各地指定醫院，施行「非職業暴露愛滋病毒後預防性投藥」，評估自費抗愛滋病毒預防性投藥的需求，並每3個月或每半年進行愛滋病毒篩檢。

### 職業暴露
2012年，美國加州公投通過「成人電影業較安全性行為法案」B號提案（簡稱AB-332法案）擬禁止演出無套性交，但洛杉磯政府2013年5月24日選擇將此提案暫時擱置。前色情演員潔西（Jessie Rogers）自拍一段名為「我有性病」的短片呼籲政府與民眾重視安全性行為，並接受媒體採訪，揭露“成人影片界（幾乎人人都有淋病、皰疹、披衣菌尿道炎等性病）真相”，工作環境有如性病大染缸。

## 參见
- 安全性行為